# Монструм
«Монструм» (кор. 물괴) — южнокорейский фэнтэзийный триллер 2018 года, снятый Эй Чжон Хо по сценарию Хо Джон Хо.

## Сюжет
В начале XVI века в Корее свирепствует чума — особенно сильно пострадала область вокруг горы Ингвансан. В дополнение к смертельной чуме, население также должно опасаться кровожадного зверя, который охотится на людей в суровом горном ландшафте.
Когда сообщения об этом доходят до двора короля Чонджона, он отправляет в провинцию офицера королевского двора Хо, который упрашивает бывшего генерала Юна, теперь живущего в сельской местности с братом и дочкой, заняться расследованием странных случаев гибели людей. Вместе с опытным офицером Юн Гёмом и таинственной девушкой Мён, королевский элитный солдат Джин Ён предпринимает жёсткие меры, чтобы выследить и убить монстра.

## В ролях
- Ким Мён Мин в роли Юн Гёма
- Ким Ин Квон в роли Сон Хана
- Ли Хе Ри в роли Мён
- Чхве У Сик в роли Хур
- Пак Хи Сун в роли короля Чонджона
- Пак Сон Ун в роли Джин Ёна

## Производство
Основные съемки начались 10 апреля 2017 года и закончились в округе Янпхён провинции Кёнгидо 21 июля 2017 года. Съемки проходили в разных местах, таких как Паджу, Янджу, город Кванджу и провинция Южный Кёнсан.

## Релиз
Фильм вышел в кинотеатрах страны 12 сентября 2018 года на 1183 экранах. Картина получила возрастной рейтинг 16+ за насилие, кровавые изображения и некоторые пугающие сцены. В дальнейшем «Монструм» был выпущен в сервисе VOD и в цифровом формате уже 8 октября 2018 года.